# !!! (álbum)
!!! es el álbum debut homónimo del grupo !!! (pronunciado normalmente como «Chk Chk Chk»). Salió a la venta en 2000 en vinilo con el sello Gold Standard Laboratories y se editó en CD el 19 de junio de 2001. 

## Recepción
Johnny Loftus, de AllMusic afirma: «En este [álbum], !!! echan por tierra el axioma que dice que las bandas influenciadas por el post-punk anguloso deben estar pobladas por misántropos adustos que lucen fotos de Ian Curtis en la cartera. Muy recomendable».

## Lista de canciones
| CD    |                                  |          |  |
| N.º   | Título                           | Duración |  |
| 1.    | «The Step»                       | 6:08     |  |
| 2.    | «Hammerhead»                     | 5:04     |  |
| 3.    | «KooKooKa Fuk-U»                 | 7:26     |  |
| 4.    | «Storm the Legion»               | 5:48     |  |
| 5.    | «There's No Fucking Rules, Dude» | 8:49     |  |
| 6.    | «Intensify»                      | 6:54     |  |
| 7.    | «Feel Good Hit of the Fall»      | 5:15     |  |
| 00:00 |                                  |          |  |

| LP    |                                  |          |  |
| N.º   | Título                           | Duración |  |
| 13.   | «The Step»                       | 6:08     |  |
| 14.   | «Hammerhead»                     | 5:04     |  |
| 15.   | «Storm the Legion»               | 5:48     |  |
| 16.   | «Feel Good Hit of the Fall»      | 5:15     |  |
| 17.   | «Intensify»                      | 6:54     |  |
| 18.   | «KooKooKa Fuk-U»                 | 7:26     |  |
| 19.   | «There's No Fucking Rules, Dude» | 8:49     |  |
| 00:00 |                                  |          |  |